# 雍茂
雍茂（？—221年），東漢末年劉備麾下主簿。

## 生平
建安二十五年（220年），傳出曹丕篡漢、漢獻帝遇害的消息，劉備與群臣為漢獻帝舉哀。
隔年（221年），劉備打算稱帝，劉巴認為不妥，和主簿雍茂勸諫劉備，勸劉備應該先廣羅人才拉攏人心。結果，雍茂被劉備以他事所殺。

## 相關考證
李清植認為三國志本傳的下文就提及劉備稱帝的文誥策命，都為劉巴所作，可見對於此事劉巴並沒有覺得不妥。《零陵先賢傳》的言論是敵國謗誹之辭，不足採信。劉家立也認為此注和三國志本傳的情形有所衝突，不足為信。 